# Broome (New York)
Pour les articles homonymes, voir Broome (homonymie).
Broome est une ville du comté de Schoharie dans l'État de New York.
Sa population était de 947 habitants lors du recensement de 2000.

## Histoire
La ville a été fondée en 1797 sous le nom de Bristol. Elle a été nommée Broome en 1808 en l'honneur de John Broome, gouverneur de l'état.